# الوی کاساگرانده
الوی کاساگرانده (متولد ۲۹ ژانویه ۱۹۹۱) یک موسیقیدان برزیلی است که بیشتر به عنوان درامر سابق گروه هوی متال برزیلی و سپولترا شناخته می‌شود. او در حال حاضر درامر گروه‌های اسلیپ‌نات و کاساگراند و هانیژ است.

## زندگینامه
الوی کاساگرانده در هفت سالگی شروع به نواختن کرد، زمانی که یک درام اسباب‌بازی از مادرش دریافت کرد؛ پس از یک سال، یک کیت درام واقعی دریافت کرد. او به طور قابل توجهی توسط آکیلس پریستر ، درامر برزیلی دیگر، آموزش دید. در سال ٢٠٠۴، در سن ١٣ سالگی، برنده جشنواره بین‌المللی درامرهای باتوکا، با حمایت ورا فیگوئردو، شد. بعدها، کاساگراند همچنین در مسابقه درامرهای کشف نشده مدرن درامر ٢٠٠۵ در نیوجرسی برنده شد و سال بعد، در ایالات متحده تور برگزار کرد.
کاساگراند در نوامبر ٢٠١١ به گروه سپولترا پیوست، و جایگزین ژان دولابلا شد. او قبل از جدایی‌اش در فوریه ۲۰۲۴، سه آلبوم با گروه ضبط کرد و دومین عضو جوان گروه سپولترا است، در حالی که جایگزین او، گریسون نکروتمن ، ۱۱ سال از او کوچکتر است. کاساگراند همچنین به خاطر همکاری‌اش با خواننده پاور متال ، آندره ماتوس، گروه وایت متال برزیلی ایاهوه و گروه پست-هاردکور /متالکور گلوریا، شناخته می‌شود و پروژه‌ای به نام کاساگراند و هانیش با گیتاریست ، ژوائو هانیش، دارد.
در آوریل ۲۰۲۴، گروه اسلیپنات رسماً تأیید کرد که کاساگراند جایگزین جی وینبرگ به عنوان درامر گروه خواهد شد. اولین اجرای او با گروه در ۲۵ آوریل ۲۰۲۴ در کاخ پاپی و هریت در کالیفرنیا ، ایالات متحده آمریکا بود.  در همان سالی که به گروه پیوست، الوی کاساگرانده در نظرسنجی خوانندگان مجله «مدرن درامر» در سال ۲۰۲۴ به عنوان بهترین درامر متال انتخاب شد.

## دیسکوگرافی
همکاری با گروه سپولترا
- The Mediator between Head and Hands must be the Heart (2013)
- Machine Messiah (2017)
- Quadra (2020)
- SepulQuarta (Live Album, 2021)

همکاری های دیگر
- Andre Matos - Mentalize (2009)
- Aclla - Landscape Revolution (2010)
- Gloria - (Re)Nascido  (2012)
- Daniel Piquê - "Over Dee Moon"/"5 Years thinking outside your Box" (2014)
- Casagrande & Hanysz - Liminal (2024)